# Poicephalus crassus
Poicephalus crassus е вид птица от семейство Папагалови (Psittacidae).

## Разпространение
Видът е разпространен в Демократична република Конго, Судан, Централноафриканската република, Чад и Южен Судан.